# 359 av. J.-C.
Cette page concerne l'année 359 av. J.-C. du calendrier julien proleptique.

## Événements
- 19 février (15 mars du calendrier romain) : début à Rome du consulat de Cnaeus Manlius et Marcus Popillius Laenas. Tibur attaque le territoire romain et est repoussée ; incursion des Tarquiniens sur le territoire de Rome[1].

- Début de l'été : apprenant la mort de leur roi Agis, Philippe II de Macédoine, qui a levé une nouvelle armée, marche contre les Péoniens et les repousse[2].

- Fin septembre-début octobre : Argaios, prétendant au trône de Macédoine exilé mais bénéficiant du soutien des Athéniens, débarque à Potidée avec 3 000 mercenaires. Il marche sur Aigéai, l'ancienne capitale, mais est battu par Philippe II de Macédoine près de Méthone[3]. Après l'échec d'Argaios, une paix est conclue entre Athènes et Philippe II. Athènes contrôle Pydna, Méthone et Potidée. Philippe retire la garnison Macédonienne à Amphipolis[4].

- En Chine, le légiste Gongsun Yang, seigneur de Shang, ancien fonctionnaire de Wei devient chancelier de Xiao, duc de Qin. De 356 à 348 av. J.-C., il fait adopter des réformes radicales (dont la possibilité d’acheter et de vendre des terres agricoles, éliminant la vieille aristocratie) et réunit toutes les forces du pays pour lutter contre les Wei. Il sera accusé de trahison en 338 av. J.-C. à la mort de Xiao[5].